# Thomas Thiruthalil
Thomas Thiruthalil CM (Vazhakulam, 17 de janeiro de 1936) é o Bispo Emérito de Balasore.
Thomas Thiruthalil ingressou na ordem lazarista e foi ordenado sacerdote em 14 de abril de 1963.
Papa Paulo VI nomeou-o bispo de Berhampur em 24 de janeiro de 1974. O bispo de Visakhapatnam, Ignatius Gopu MSFS, concedeu a ordenação episcopal em 5 de maio do mesmo ano; Os co-consagradores foram Hermann Westermann SVD, Bispo Emérito de Sambalpur, e Ignatius Mummadi, Bispo Emérito de Guntur.
O Papa João Paulo II o nomeou Bispo de Balasore em 18 de dezembro de 1989. Em 9 de dezembro de 2013, o Papa Francisco aceitou sua renúncia.